# 자일룰로스 5-인산
자일룰로스 5-인산(영어: xylulose 5-phosphate)은 오탄당 인산 경로의 중간생성물이다. 자일룰로스 5-인산은 리불로스 5-인산으로부터 생성되는 케토스 형태의 단당류 유도체이다. 자일룰로스 5-인산은 이전에는 주로 오탄당 인산 경로의 중간생성물로 생각되었지만, 최근의 연구에 따르면 자일룰로스 5-인산은 주로 영양 공급이 잘되는 상태에서 ChREBP 전사인자의 생성을 촉진함으로써 유전자 발현에 역할을 하는 것으로 나타났다.

## 같이 보기
- 자일룰로스